# Saropogon zopheropterus
Saropogon zopheropterus är en tvåvingeart som beskrevs av Emile Janssens 1969. Saropogon zopheropterus ingår i släktet Saropogon och familjen rovflugor. Inga underarter finns listade i Catalogue of Life.